# Su Shi

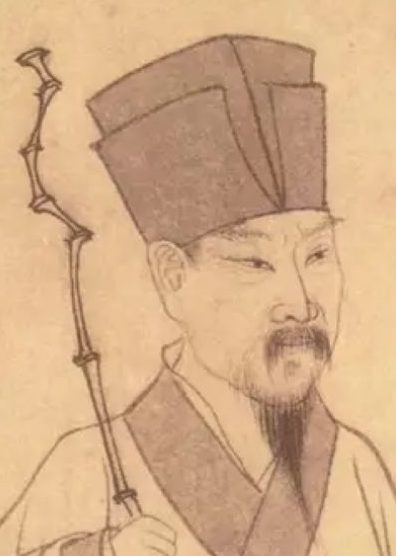
Retrato de Su Shi.

Su Shi (chinês tradicional: 蘇軾; 8 de janeiro de 1037 - 24 de agosto de 1101), conhecido por seu nome artístico Dongpo (chinês: 東坡), foi um renomado calígrafo chinês, ensaísta, gastrônomo, farmacologista, poeta, político e escritor de viagens, durante a Dinastia Song na China. 
Su Shi foi uma figura proeminente na Era Song, ocupando cargos políticos de grande relevância e desempenhando um papel fundamental na política e cultura da China Imperial.